# Lithostege obliquata
Lithostege obliquata là một loài bướm đêm trong họ Geometridae.